# Antônio Simeão de Lamenha Filho

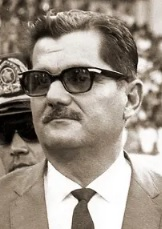
Lamenha Filho.

Antônio Simeão de Lamenha Lins Filho (São Luís do Quitunde, 28 de agosto de 1919  —  Maceió, 3 de janeiro de 1997) foi um político brasileiro que exerceu o mandato de governador de Alagoas.

## Biografia
Filho de Antônio Simeão de Lamenha e de Olímpia Lins Lamenha. Usineiro e arrimo de família era membro do PSD e foi eleito prefeito de sua cidade natal em 1950, e deputado estadual em 1954, 1958 e 1962. Favorável à queda do presidente João Goulart e presidente da Assembléia Legislativa de Alagoas por sete anos, filiou-se à ARENA após o bipartidarismo imposto pelo Regime Militar de 1964.
Nomeado governador de Alagoas em 1966 pelo presidente Castelo Branco após Muniz Falcão, vencedor das eleições de 1965, não ter atingido a maioria absoluta de votos conforme previsão constitucional vigente e uma breve passagem do General João Batista Tubino pelo cargo.
Preterido pela convenção da ARENA como candidato a senador em 1974 em favor de Teotônio Vilela ainda foi hábil a ponto de colaborar para a escolha de Divaldo Suruagy como governador de Alagoas, entretanto divergências com o diretório regional da ARENA o levaram a desligar-se do partido e abandonar a vida pública em 1977 alegando razões de foro íntimo. É sogro do também ex-governador Manuel Gomes de Barros